# Perithous kamathi
Perithous kamathi là một loài tò vò trong họ Ichneumonidae.